# غبار هارب

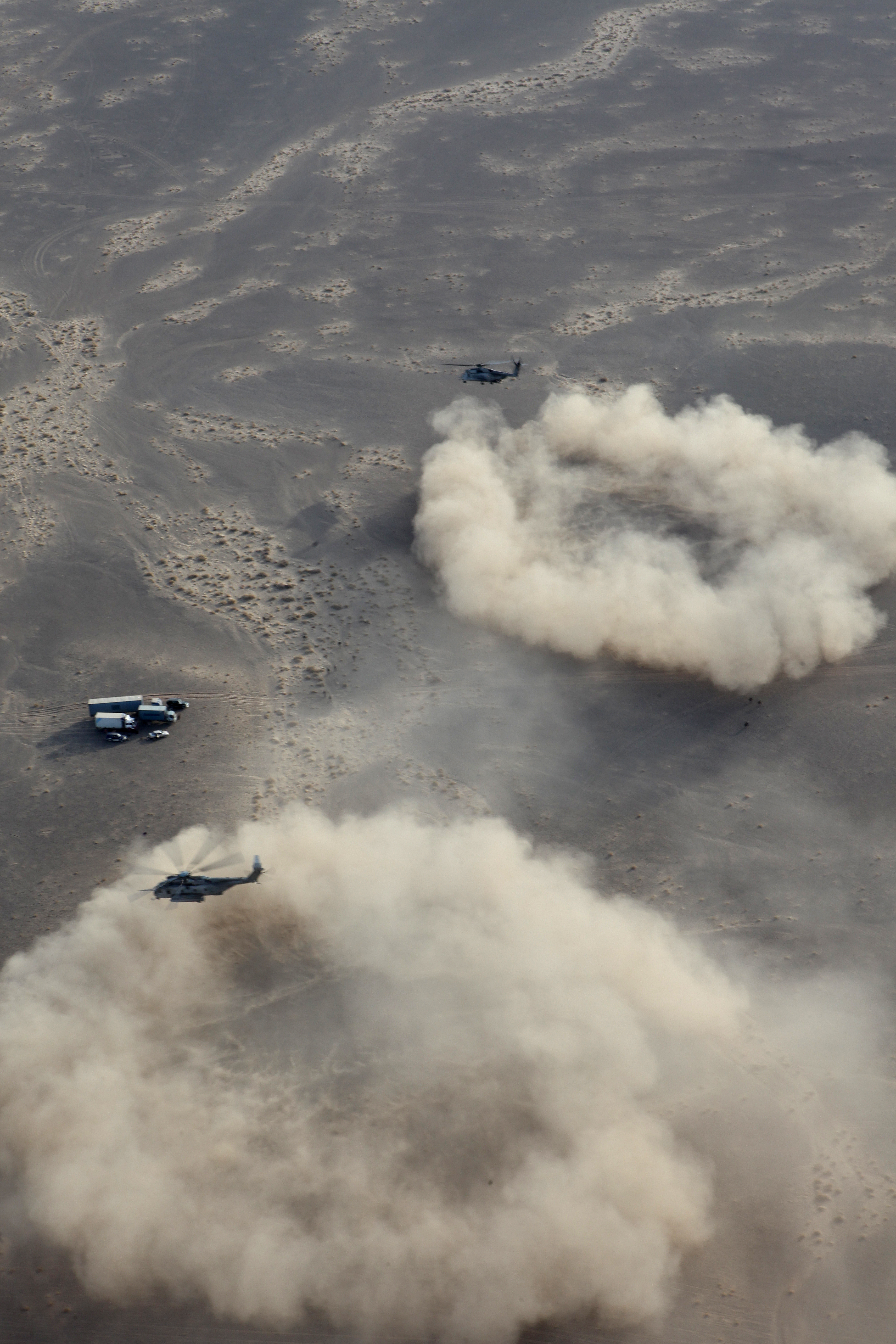
الغبار الهارب من طيارات الهيليكوبتر العسكرية.

الغبار الهارب أو الغبار المنتشر هو مصطلح بيئي لجودة الهواء يشير إلى جزيئات صغيرة جدًا معلقة في الهواء، ومصدرها في الأساس تربة الأرض. وهو يُشير لوصف تلوث غير مباشر للهواء. لا يشمل المادة الجسيمية من مصادر شائعة أخرى، مثل عوادم السيارات أو المداخن. جزيئات الغبار المنتشر هي في الأساس معادن شائعة في التربة، منها أكاسيد السيليكون والألومنيوم والكالسيوم والحديد. حوالي نصف جزيئات الغبار الهارب أكبر من 10 ميكرون في القطر ويستقر بسرعة أكبر من الجزيئات الصغيرة. يستخدم المصطلح للإشارة إلى أن الغبار «يهرب» في الغلاف الجوي بدلاً من أن يستنفد في «مجرى تدفق محصور» من «باعث أنبوبي» (ماسورة العادم أو المداخن).
قدرت وكالة حماية البيئة الأمريكية أن الغبار الهارب كان مسؤولا عن 92 ٪ من انبعاثات الجسيمات المعلقة في الولايات المتحدة في عام 1995.